# Accident ferroviaire de Franois
L'accident ferroviaire de Franois, aussi appelé catastrophe de Franois est la collision frontale meurtrière entre un train de voyageurs et un train de marchandises survenue dans l'est de la France le dimanche 23 décembre 1866 sur la ligne de Dole à Belfort de la Compagnie du chemin de fer de Lyon à la Méditerranée, entre les gares de Franois et de  Dannemarie - Velesmes. Il fera seize morts (treize sur le coup et trois décédés des suites de leurs blessures) et vingt blessés, et sera imputé par la justice à un unique responsable après une rapide instruction pénale.

## Le contexte
En 1866, sauf sur la section d'environ huit kilomètres entre Besançon et Franois, commune aux deux lignes vers Dole et  Arc-et-Senans, la ligne de Belfort à Dole est encore à voie unique. Les croisements entre convois de sens opposé se font dans les gares, en général espacées de moins d'une dizaine de kilomètres. L'annonce et la programmation des passages ont lieu depuis les têtes de ligne par échange de dépêches télégraphiques de gare à gare.
Très vite, l'accroissement sensible du trafic des marchandises a rendu la coordination des circulations d'autant plus ardue qu'entre les mouvements réguliers peuvent s'intercaler des trains dits facultatifs créés selon les besoins, générant souvent des retards en cascade.
Pour améliorer le débit de la ligne, depuis dix-huit mois, la compagnie forme des convois mixtes en ajoutant des wagons de marchandises à ses trains de voyageurs omnibus.

## L'accident
Malgré le caractère souvent fragmentaire et approximatif des informations de l'époque, il est possible, en recoupant les renseignements épars donnés dans la presse les jours suivant le drame, et surtout les témoignages au procès qui le conclut, de reconstituer à la fois les circonstances exactes de l'accident et ses causes.
Le dimanche 23 décembre 1866, le train omnibus 212 Belfort-Dijon quitte Besançon à 17 h 30. Il comprend deux fourgons et quatre voitures à voyageurs, suivis de sept wagons de marchandises. À 17 h 48, il arrive à la gare d'embranchement de Franois, fin du tronçon à double voie. Après une minute d'arrêt, le sous-chef de gare Louis-Xavier Tricot, de service pour la journée du dimanche, lui donne le départ pour Dole. Environ un kilomètre et demi plus loin, alors qu'à cette époque de l'année la nuit est déjà tombée et qu'il a repris son allure, Auguste Klein, son mécanicien, aperçoit, dans le brouillard au sortir d'une courbe, les feux d'un train arrivant en sens inverse à une centaine de mètres. Il s'agit du train de marchandises facultatif no 1521 Dijon-Belfort, formé de 31 wagons, que la gare de Dannemarie a laissé s'engager lui aussi sur la voie unique, et qui roule à plein régime pour rattraper son retard de cinq à six minutes après un arrêt non prévu en Gare de Saint-Vit pour embarquer M. Godefroy de Grémeries, son chef de gare intérimaire, pressé de regagner Besançon.
Dans un réflexe commun, les mécaniciens des deux convois renversent la vapeur et sifflent aux freins, puis, ne pouvant éviter la collision, sautent en marche juste avant l'impact, dans la tranchée de la Félie, au point kilométrique 397. Les deux locomotives se percutent de face et retombent, formant un obstacle sur lequel se disloquent les caisses en bois des premiers wagons, que le choc a désolidarisées de leurs chassis

## Secours et bilan
Alertés par le bruit de la collision, les habitants des villages voisins et les agents de la gare de Franois se rendent sur les lieux et tentent, avec des moyens improvisés, de dégager les victimes. La gare de Besançon, avertie par télégraphe à 17 h 35 envoie immédiatement un train de secours, qui au retour ramènera des blessés à l'hôpital de Besançon.
Treize personnes sont tuées sur le coup, trois autres succomberont à leurs blessures peu après ou dans les jours qui suivront, portant le bilan à seize morts. Il y a vingt blessés, dont cinq grièvement.
Dans une des voitures détruites de l'omnibus voyageait un groupe de 17 soldats d'origine allemande (Badois, Bavarois, Prussiens et Wurtembergeois) appartenant au Régiment étranger, se rendant de Strasbourg à son dépôt d'Aix-en-Provence sous la conduite d'un chef de détachement. Six sont tués, les onze autres sont blessés. Parmi les morts figurent également le chef de train Kuntz, écrasé dans le fourgon de tête du train de voyageurs, et M. Godefroy de Grémeries, le sous-chef de gare à l'origine de l'arrêt impromptu à Saint-Vit, seul tué du train de marchandises.
Les obsèques des victimes ont lieu le 28 décembre à Besançon, en présence d'une foule imposante et des autorités civiles et militaires locales, dont le maire Charles-César Clerc de Landresse et le préfet du Doubs, avec services religieux distincts pour les cultes catholique et réformé puis cortège commun jusqu'au cimetière.

## Enquête
À l'époque, le soin d'assurer la sécurité sur la voie unique est partagé entre les personnels des gares et ceux des trains. Chaque circulation est signalée, depuis son point d'origine, par dépêche télégraphique du service d'exploitation transmise de gare en gare, indiquant les points de croisement normalement prévus avec les convois de sens inverse. La gestion des opérations relève principalement de la compétence des chefs de gare, qui, en fonction de la marche réelle des convois, peuvent au besoin prendre l'initiative de modifier le programme initial. Par précaution, les agents des trains sont eux aussi associés à la sécurité du système. Ainsi, le conducteur-chef d'un train de voyageurs doit au départ recevoir une feuille de route, sorte de journal indiquant son parcours théorique et les croisements prévus, qu'il doit compléter au fil du voyage en y inscrivant tous les faits marquants. En outre, parvenu au lieu de croisement, le chef de gare doit lui remettre, ainsi qu'au mécanicien du train, un document écrit, dit bulletin de croisement, prescrivant d'attendre l'arrivée du train croiseur.
Le 23 décembre, le passage du train facultatif 1521, et son croisement à Franois à 17h 42 avec le 212 ont bien été notifiés entre 10 et 11 h du matin par télégraphe à toutes les gares de la ligne, et le sous-chef de gare Tricot a bien reçu le message, puisqu'il a l'a retranscrit immédiatement sur une ardoise affichée sur le quai. Au départ de Belfort, M. Kuntz, le conducteur-chef du 212, a bien, lui aussi, reçu une feuille de voyage contenant les mêmes indications. Ainsi, en principe, le train 612 devait être retenu à Franois jusqu'à l'arrivée du 1521.
L'enquête judiciaire, menée par le Parquet de Besançon, s'efforcera donc de rechercher les causes du non respect de cette consigne.
La responsabilité semble reposer exclusivement sur deux agents : à titre principal le chef de gare de Franois, qui aurait dû retenir le train en remettant des bulletins de croisement au mécanicien et au conducteur-chef. Ce dernier peut lui aussi être mis en cause subsidiairement pour ne pas avoir rappelé à ses collègues le plan de circulation normalement prévu.
Le conducteur-chef Kuntz ayant été tué dans l'accident, seul reste incriminable le sous-chef de gare Tricot, qui sera inculpé d'homicide et blessures involontaires en application de la loi du 15 juillet 1845 sur la police des chemins de fer, et déféré devant le tribunal correctionnel de Besançon, qui le jugera le 3 janvier 1867, en présence d'un public nombreux, et après avoir entendu dix-huit témoins, dont trois à décharge.

## Responsabilité
Pour s'exonérer, Louis-François-Xavier Tricot (35 ans) s'efforce de faire peser toute la responsabilité de la collision sur M. Morel, son homologue de Dannemarie. Il soutient en effet que compte tenu du retard du train de marchandises, il s'était mis d'accord avec lui pour reporter dans sa gare le croisement des deux trains, et que c'est donc celui-ci qui a commis une faute en lançant le 1521 sur la voie unique.
À l'appui de ses dires, il produit comme justificatif son registre des dépêches, sur lequel il a inscrit celles censées avoir été échangées avec Dannemarie, qui, toutes, confirment formellement le changement. Y figure notamment le message « Faites partir 212, j'arrête 1521 » présenté comme reçu de cette gare. Il ajoute à ces éléments de preuve son carnet des bulletins de croisement, dont les dernières souches indiquent que deux ont été rédigés pour le mécanicien Klein et le conducteur-chef Kuntz afin de les avertir de ce report.
L'exactitude de ces allégations ne peut cependant être vérifiée. En effet, à l'époque, le télégraphe électrique équipe toutes les lignes importantes, mais la seule trace des messages émis et reçus par chaque opérateur reste leur transcription écrite par celui-ci sur un registre. Le système ouvre donc largement la possibilité d'approximations, voire de falsifications.
En revanche, les circonstances précédant et suivant immédiatement l'accident, telles qu'elles sont relatées par des témoignages concordants, donnent plutôt à croire de manière plus plausible que Tricot, après avoir omis d'organiser le croisement dans sa gare, tente maladroitement de se couvrir en produisant de faux documents chargeant son collègue.
- D'abord, il est incontestable qu'entre 14 heures et 17 heures, il n'était pas au poste télégraphique, mais au cabaret situé en face de la gare, où, selon plusieurs témoins, il a bu deux litres de vin blanc avec un employé de la voie (brigadier poseur)[19].

- Ensuite, M. Morel, chef de gare de Dannemarie, démontre, témoignages à l'appui, que tout au long de l'après-midi du jour de l'accident, il a tenté vainement à plusieurs reprises de communiquer par télégraphe avec la gare de Franois, et, faute d'avoir pu échanger avec elle, a fini par lui envoyer à 17h 16 une dépêche indiquant qu'il laisserait le 1521 entrer sur la voie unique[20].

- Enfin, un adjudant de gendarmerie arrivé à la gare après l'accident atteste que Tricot n'a invoqué ses preuves écrites qu'après être resté seul dans son bureau un temps suffisant pour lui permettre de les rédiger à ce moment[21]. Le mécanicien Klein niant avoir reçu un bulletin de croisement, et les collègues du conducteur-chef Kuntz estimant que s'il en avait eu un, il l'aurait joint à sa feuille de route, ce qu'il n'a pas fait, Tricot se borne à répliquer que le train est parti avant qu'il ait pu les leur remettre.

Dans son réquisitoire, le procureur exclura toute indulgence, en considérant comme circonstance aggravante la tentative de Tricot pour faire accuser son collègue.
L'avocat de la défense, invoquant les bons antécédents de l'accusé, jusque là irréprochable, plaidera longuement sa surcharge de travail et une conjonction de fautes l'exonérant au moins partiellement, concluant : « En résumé, faute de la Compagnie, faute de plusieurs de ses agents, voilà comment peut s'expliquer le malheur que nous déplorons aujourd'hui ».
Insensible à ces arguments, le jour même, le tribunal condamne Louis-François-Xavier Tricot à la peine maximum de cinq ans de prison et 2 000 francs d'amende pour « homicides et blessures par imprudence », sanction confirmée dès le 30 du même mois par arrêt de la Cour d'appel de Besançon. La compagnie PLM, déclarée civilement responsable dans le même jugement, indemnisera à l'amiable la plupart des victimes ou leurs familles, mais faute d'accord de trois d'entre elles, celles d'un voyageur, du conducteur Kuntz et d'un facteur, sera ultérieurement condamnée à verser à leurs veuves et enfants des indemnités en capital et en rente viagère. La compagnie devra également verser 4 000 francs à la nièce du chef de gare Godefroy de Grémeries, après avoir vainement tenté de soutenir que l'accident était imputable à celui-ci.